# حصن آل دولة (حورة)
'

تعديل مصدري - تعديل

حصن ال دولة هي إحدى قرى عزلة حوره بمديرية حورة التابعة لمحافظة حضرموت، بلغ تعداد سكانها 30 نسمة حسب تعداد اليمن لعام 2004.